# Étoile des deux lacs
Maillots
L'Étoile des deux lacs est un club de football français fondé en 1898 et disparu à une date indéterminée (probablement avant les années 1950). Le club était affilié à la Fédération gymnastique et sportive des patronages de France.

## Historique
L'Étoile des deux lacs est le nom donné au club de football fondé au patronage paroissial de l'église Saint-Honoré-d'Eylau du 16e arrondissement de Paris. Dès 1895, des parties de football ont lieu au sein de ce patronage. Il faut toutefois attendre 1898 pour voir l'Étoile réellement mise en place. L'abbé Biron est son principal dirigeant, vite assisté de Charles Simon puis Henri Delaunay. Occupant des terrains dans le bois de Boulogne (Muette), l'Étoile des deux lacs tire son nom de la présence de deux lacs non loin de son terrain. L'Étoile est incontestablement le grand club des patronages avant la Première Guerre mondiale.

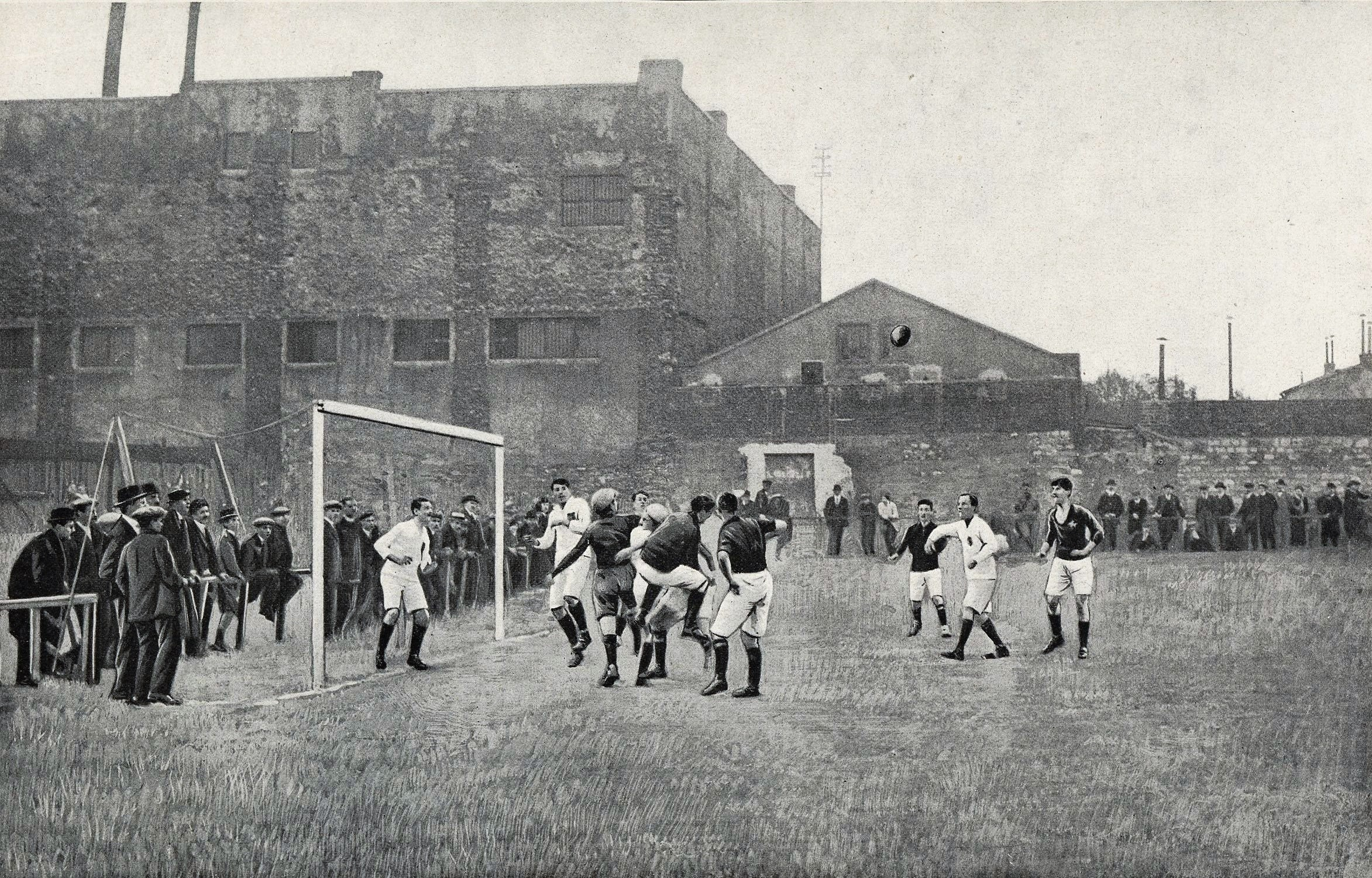
Finale de la Coupe de France 1916

L'Étoile enlève d'ailleurs les trois premières éditions du championnat de France de football des patronages organisé par la Fédération gymnastique et sportive des patronages de France (FGSPF). Le titre de 1907 donne accès au premier Trophée de France du Comité français interfédéral (CFI). Après avoir écarté le SM Puteaux de la FCAF, l'Étoile atomise le FC Simiotin (Bordeaux) en finale (8-3). Éclipsée à Paris par le Patronage Olier, l'Étoile attend ensuite 1911 pour remporter une nouvelle couronne FGSPF Le Trophée de France échappe de justesse à l'Étoile qui s'incline en finale face au CA Paris (1-0). Également champion en 1912 et 1913, l'Étoile remporte le Trophée de France 1912 en battant le Red Star en finale (3-1), mais cède en demi-finale après prolongation (4-2) la saison suivante face au CA Paris, futur vainqueur du trophée.
Pendant la Grande Guerre, l'Étoile enlève un nouveau titre FGSPF en 1916 puis prend part à la première édition de la Coupe de France. Après avoir éliminé le Gallia (2-1) en 16e de finale, le club chef de file des patros s'incline lourdement au tour suivant (8-1) face à l'A.S. Française.
Écarté en 32e de finale de la Coupe de France 1919 par la Légion Saint-Michel (4-0), puis l'année suivante au même stade de l'épreuve par l'U.S.A. Clichy (4-1), l'Étoile rentre dans le rang. Le 7 mars 1920, l'Étoile inaugure son stade après des années d'errance, à Vaucresson ; c'est l'ex-hippodrome de la Marche. En 1922, on retrouve l'Étoile en 32e de finale de la Coupe Charles Simon (éliminé par Saint-Servan, 6-1). C'est la dernière apparition du grand patro à ce niveau.

## Palmarès
| Compétitions nationales |
| --- |
| Championnats - Championnat de France de la FGSPF (6) - Champion : 1905, 1906, 1907, 1911, 1912 et 1913 - Coupe nationale de la FGSPF (1) - Vainqueur : 1916 Coupes - Trophée de France (2) - Vainqueur : 1907 et 1912 - Finaliste : 1911 et 1916 |

## Anciens joueurs
L'Étoile fournit, avant la Grande Guerre, quelques éléments brillants tels Henri Bellocq, Gilbert Brébion, Jean Ducret, D. Mercier, Maurice Meunier, Henri Mouton, Maurice Olivier, Félix Romano, Paul Romano, Henri Sellier et Auguste Tousset.